# الرقص مع البوم
الرقص مع البوم، مجموعة شعرية من مؤلفات الشاعرة والكاتبة العربية السورية غادة السمان، صدرت في عام 2003، عن منشورات غادة السمان في بيروت، لبنان.